# Cartmel

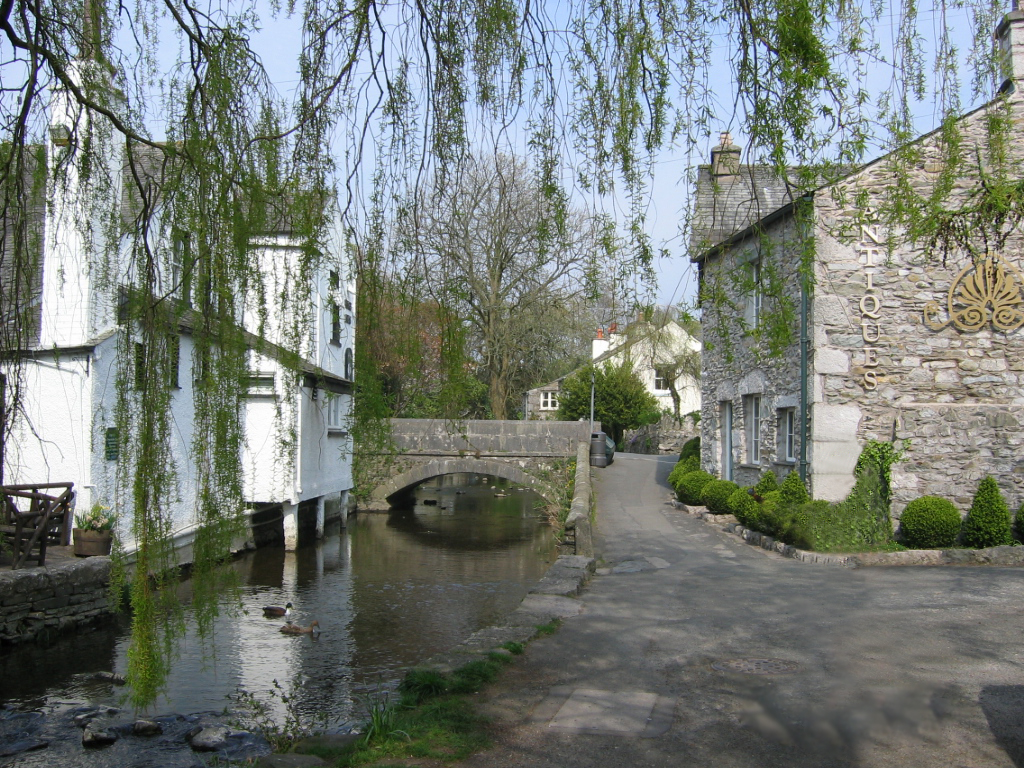
Pueblo Cartmel

Cartmel es un pueblo situado en Cumbria, Inglaterra, a 2 ¼ millas (3,5 kilómetros) al noroeste de Grange-over-Sands, cerca del río Eea. El pueblo toma su nombre de la Península de Cartmel e históricamente fue conocido como Kirkrby en Cartmel. En el pueblo se ubica el prioridato de Cartmel, del siglo XII, alrededor del cual creció inicialmente la población. Aunque está dentro de los límites del histórico condado de Lancashire, desde 1974 forma parte del área administrativa de Cumbria.
Si bien a lo largo de su historia ha sido fundamentalmente una comunidad eclesiástica y agrícola, Cartmel se ha desarrollado desde mediados del siglo XX como un destino turístico menor, ya que se encuentra a las afueras del Parque nacional del Distrito de los Lagos. Varias atracciones en el pueblo, incluido el hipódromo de Cartmel y un restaurante con estrellas Michelin, atienden a este comercio turístico.

## Historia
El nombre Cartmel significa “banco de arena junto a suelo rocoso”, derivado del nórdico antiguo kartr (suelo rocoso) y melr. El nombre del lugar se atestigua por primera vez en el año 677, cuando la península de Cartmel fue concedida a Cutberto de Lindisfarne, cuya influencia puede explicar por qué durante la conquista normanda de Inglaterra el pueblo era conocido como Kirkby, un nombre que indica la ubicación de una iglesia.
Cartmel Priory fue fundado en el pueblo en 1190 por Guillermo el Mariscal, nombrado primer conde de Pembroke. Estaba destinado a una comunidad de canónigos regulares agustinos y consagrado a María (madre de Jesús) y al Arcángel Miguel. Para sostener a la nueva comunidad, Guillermo le otorgó todo el feudo del distrito de Cartmel. Tras la disolución de los monasterios, gran parte de la tierra local pasó a ser propiedad de la familia Preston, del cercano Holker Hall. Por vía matrimonial, Holker se convirtió en parte del patrimonio de la familia Cavendish y en la actualidad es la residencia de Lord Cavendish. Además de la propiedad alrededor de Holker, la familia Cavendish aún posee gran parte de la tierra de la Península.
La agricultura fue la principal fuente de riqueza de la zona hasta mediados del siglo XX, dominada por las tierras de los Cavendish, y sigue siendo una parte importante en la vida del pueblo. La cercana Grange-over-Sands eclipsó a Cartmel como el asentamiento más grande de la península en el siglo XIX, al crecer como un balneario victoriano cuando se construyó el Ferrocarril Furness a lo largo de la península. El pueblo de Cartmel fue, y sigue siendo, atendido por una estación en la cercana Cark, abierta en 1857 y llamada Cark y Cartmel.

## Hospitalidad y Turismo
El turismo ha crecido en el pueblo desde mediados del siglo XX. En 1923 Cartmel Priory Gatehouse se convirtió en un museo para el Priorato y se utilizó para exposiciones y reuniones, antes de ser presentado al Fundación Nacional para Lugares de Interés Histórico o Belleza Natural en 1946. En 2011 era principalmente de uso residencial privado, aunque la Gran Sala se abre al público el varios días al año. El Priorato en sí sigue siendo la iglesia parroquial local, pero está abierto a los visitantes fuera del horario de servicio.
El hipódromo de Cartmel se remonta al menos al siglo XIX, pero creció en popularidad cuando se convirtió en un campo de caza nacional después de la Segunda Guerra Mundial. Comenzó a atraer a importantes profesionales en la década de 1960 y ahora alberga reuniones populares dos o tres veces al año, con su mayor reunión tradicionalmente en la Semana de Pentecostés.
Los escritores que alentaron el crecimiento del turismo en Cartmel incluyen a Thomas Thompson, locutor de la BBC y escritor que publica en el dialecto de Lancashire, autor de dieciséis libros sobre las gentes de Lancashire y sus comunidades, al que le gustaba Cartmel. El frontispicio de su libro Lancashire Brew, de 1937, es un grabado de Cartmel, hecho por Joseph Knight, el fundador de la Escuela de Pintores de Manchester. Más tarde, Alfred Wainwright dedicó un capítulo a Cartmel Fell, a unas siete millas (once kilómetros) al norte de Cartmel, en su libro de 1974 The Outlying Fells of Lakeland.
Más recientemente, Cartmel se ha convertido en un destino gastronómico. El pudin de caramelo pegajoso de Cartmel se vendió por primera vez en la tienda del pueblo en 1984 y creció en popularidad: ahora se vende en supermercados de todo el Reino Unido. Cartmel Sticky Toffee Company, que lo fabrica, se mudó a una fábrica más grande en las cercanías de Flookburgh en la década de 2000, pero todavía opera [aclaración necesaria] y vende desde la tienda del pueblo en Cartmel. En 2002, el chef Simon Rogan abrió el restaurante L'Enclume en el pueblo. El restaurante se convirtió rápidamente en uno de los más populares del Reino Unido y ocupó el primer lugar como el mejor restaurante del Reino Unido en The Good Food Guide entre 2014 y 2017, y volvió a la cima en 2020. En 2022 se convirtió en el primer restaurante del Reino Unido fuera de Londres y del sureste en obtener tres estrellas Michelin. Rogan hace uso del interior agrícola de Cartmel y la mayoría de los productos que se suministran al restaurante se cultivan en la península, incluida la granja cercana de Rogan de doce acres (5 hectáreas). El segundo restaurante de Rogan en Cartmel, Rogan & Co, también tiene una estrella Michelin, y el pueblo también alberga Unsworth's Yard, una colección de minoristas de alimentos artesanales que utilizan productos locales.

## Transporte
Cartmel está a 2+1⁄4 millas (3,5 km) de la ciudad más cercana, Grange-over-Sands, y a unas 2+3⁄4 millas (4,5 km) de la carretera A590, que la conecta con la autopista M6. La estación de tren Cark and Cartmel tiene un servicio aproximadamente cada hora entre Barrow-in-Furness y Lancaster, con algunos servicios que continúan hacia el norte hasta Carlisle y otros hacia el sur hasta Mánchester.

## Educación
La escuela primaria Cartmel Church of England es la escuela primaria del pueblo. Cartmel Priory School acepta alumnos de entre 11 y 16 años de toda la península de Cartmel.

## Gobernancia
Cartmel forma parte del distrito electoral parlamentario de Westmorland y Lonsdale, del cual Tim Farron es el actual miembro del parlamento, que representa a los demócratas liberales.
En lo que respecta al gobierno local, en Cartmel se encuentra el Ward of South Lakeland District Council y el Cartmel Division of Cumbria County Council.
El pueblo también tiene su propio consejo parroquial, el consejo parroquial de Lower Allithwaite.